# Il diario di Barbie
Il diario di Barbie (The Barbie Diaries) è un film d'animazione del 2006 realizzato in computer grafica. 
Il film animato dallo studio d'animazione Curious Pictures, è l'ottavo film di Barbie ed è il primo della serie a non essere stato realizzato dallo studio canadese Mainframe Studios, oltre che il primo ad essere ambientato in epoca contemporanea. Venne trasmesso per la prima volta da Nickelodeon il 30 aprile 2006 e poi distribuito il 9 maggio in DVD.

## Trama
Barbie è una studentessa di un liceo americano. Molto studiosa, è impegnata in un gruppo musicale, in cui suona la chitarra. Tuttavia Barbie è anche timida e poco fiduciosa in sé stessa.
Il nuovo anno scolastico è iniziato e tutti esprimono un desiderio: Barbie vorrebbe diventare la conduttrice del tg della scuola. Però, le cose vanno complicandosi: il posto di conduttrice le viene soffiato dalla sua acerrima rivale Raquelle, e nel frattempo Barbie si prende una cotta per Todd, il ragazzo della nemica. 
Questa, a seguito di un litigio molla Todd, e il ragazzo inizia a uscire con Barbie. Egli le chiede di andare al ballo della scuola insieme. Raquelle ne è gelosa, e fa di tutto per tornare con Todd, e Barbie, che aveva già scelto un bel vestito per il ballo, ne rimane distrutta. Al centro commerciale, però, la commessa Stephanie le regala un bracciale, che oltre a essere la chiave di un diario, è anche magico, e cambierà la sua vita.
Per caso Barbie viene a sapere di un'audizione per suonare al ballo e iscrive al concorso la sua band, formata da lei e le sue due migliori amiche Courtney e Tea per "farsi sentire". Barbie diventa l'assistente di Raquelle, ma allo stesso tempo propone al suo professore di realizzare un servizio che tratta esclusivamente delle ragazze più popolari e della loro vita. Barbie si dà da fare insieme al suo amico Kevin, che è innamorato di lei e le invia biglietti romantici in segreto, trascurando però la band. Fa amicizia con Reagen e Dawn, le due amiche di Raquelle, ma queste capiranno che lei le sta usando solo per il suo servizio e allora decidono di vendicarsi facendo rubare a Raquelle il braccialetto di Barbie. 
Nel frattempo quest'ultima litiga con Tea e Courtney poiché hanno scoperto che Barbie ha detto una cosa che era meglio se non diceva su tea nel suo servizio. Tutti sono delusi da lei, l'unico che le sta accanto è Kevin. Alla fine, Barbie, non manda più in onda il servizio ma fa un discorso che colpisce tutti, anche le ragazze in e grazie al quale farà pace con le sue amiche. Nonostante di Stephanie non si sappia più nulla, il vestito che Barbie aveva scelto rimane conservato, e questa se lo metterà per il ballo. Alla fine, tutto andrà per il meglio: Barbie e le sue amiche riescono a fare il concerto avendo un gran successo, Raquelle avrà la sua lezione e Kevin recupera il bracciale di Barbie.
Il ragazzo si dichiarerà infine alla sua amata e le confesserà che lui le mandava i bigliettini romantici, e i due si mettono insieme. Il bracciale ha veramente cambiato la sua vita.

## Personaggi
- Barbie: è una normale sedicenne studiosa, simpatica e insicura. Ha una band insieme alle sue amiche, Courtney e Tea, dove lei suona la chitarra e canta. La sua più grande rivale è Raquelle, anche se alle elementari erano amiche, e all'inizio ha una cotta per Todd, il ragazzo della nemica. Alla fine scopre che Kevin, il suo migliore amico, è innamorato di lei da sempre e si fidanza con lui.
- Raquelle: rivale di Barbie, è una delle ragazze più popolari della scuola. All'inizio è fidanzata con Todd. Le sue migliori amiche sono Raegen e Dawn.
- Todd: è il ragazzo di Raquelle che poi si innamorerà di Barbie. Quest'ultima, alla fine capirà che non è Todd il ragazzo giusto per lei.
- Kevin: è il migliore amico di Barbie, Courtney e Tea, ma ha un rapporto speciale soprattutto con Barbie. È innamorato di lei da sempre, ma non vuole dichiararsi perché sa che a Barbie piace Todd. Si fingerà un ammiratore segreto lasciandole delle lettere romantiche nell'armadietto e alla fine la ragazza si renderà conto della verità.
- Courtney: è un'amica di Barbie. È una ragazza ironica e divertente e nella band suona la batteria.
- Tea: è un'amica di Barbie. Vuole diventare capoclasse e alla fine ci riesce. Nella band suona la tastiera.
- Raegen e Dawn: sono le migliori amiche di Raquelle. Ovviamente, fanno parte della cerchia delle ragazze più popolari della scuola. Si divertono a spettegolare sui ragazzi meno popolari, diventando spesso odiose.
- Stephanie: è una commessa del centro commerciale. Capisce la situazione di Barbie e la conforta. Le regala infatti un braccialetto magico "chiave di diario", che cambierà la vita della ragazza. A un certo punto di lei non si saprà più nulla.

## Doppiaggio
| Personaggi  | Doppiatore originale                  | Doppiatore italiano                  |
| ----------- | ------------------------------------- | ------------------------------------ |
| Barbie      | Kelly Sheridan, Skye Sweetnam (canto) | Valeria Vidali Laura Pausini (canto) |
| Tia         | Venus Terzo                           | Elena Perino                         |
| Raquelle    | Chiara Zanni                          | Francesca Manicone                   |
| Dawn        | Anna Cummer                           | Alessia Amendola                     |
| Stephanie   | Heather Doerksen                      | Michela Alborghetti                  |
| Courtney    | Sarah Edmondson                       | Eleonora Reti                        |
| Todd        | Andrew Francis                        |                                      |
| Reagen      | Maryke Hendrikse                      | Barbara Pitotti                      |
| Kevin       | Matt Hill                             | Alessandro Vanni                     |
| Sig. Wexler | Joe May                               | Oreste Baldini                       |

## Distribuzione
- 9 maggio 2006 negli Stati Uniti d'America (The Barbie Diaries) e in Ungheria
- 18 maggio 2006 nei Paesi Bassi (De Barbie dagboeken)
- 28 settembre 2006 in Grecia (To imerologio tis Barbie)